# Olympische Sommerspiele 2012/Teilnehmer (Republik Kongo)
| Gelbes Symbol für Goldmedaillen mit stilisierten Olympischen Ringen | Graues Symbol für Silbermedaillen mit stilisierten Olympischen Ringen | Braundes Symbol für Bronzemedaillen mit stilisierten Olympischen Ringen |
| ------------------------------------------------------------------- | --------------------------------------------------------------------- | ----------------------------------------------------------------------- |
| —                                                                   | —                                                                     | —                                                                       |

Die Republik Kongo nahm in London an den Olympischen Spielen 2012 teil. Es war die insgesamt elfte Teilnahme an Olympischen Sommerspielen. Das Comité National Olympique et Sportif Congolais nominierte sieben Athleten in drei Sportarten.
Fahnenträgerin bei der Eröffnungsfeier war die Leichtathletin Lorène Bazolo.

## Teilnehmer nach Sportarten

### Leichtathletik
Laufen und Gehen
| Athleten          | Wettbewerb | Vorlauf | Vorlauf | Halbfinale    | Halbfinale    | Finale        | Finale        | Rang |
| Athleten          | Wettbewerb | Zeit    | Rang    | Zeit          | Rang          | Zeit          | Rang          | Rang |
| ----------------- | ---------- | ------- | ------- | ------------- | ------------- | ------------- | ------------- | ---- |
| Frauen            |            |         |         |               |               |               |               |      |
| Lorène Bazolo     | 100 m      | 11,90 s | 8       | ausgeschieden | ausgeschieden | ausgeschieden | ausgeschieden | 52   |
| Männer            |            |         |         |               |               |               |               |      |
| Devilert Kimbembe | 100 m      | 10,94 s | 8       | ausgeschieden | ausgeschieden | ausgeschieden | ausgeschieden | 54   |

### Schwimmen
| Athleten       | Wettbewerb    | Vorlauf | Vorlauf | Halbfinale    | Halbfinale    | Finale        | Finale        | Rang |
| Athleten       | Wettbewerb    | Zeit    | Rang    | Zeit          | Rang          | Zeit          | Rang          | Rang |
| -------------- | ------------- | ------- | ------- | ------------- | ------------- | ------------- | ------------- | ---- |
| Frauen         |               |         |         |               |               |               |               |      |
| Aminata Yacoub | 50 m Freistil | 34,64 s | 6       | ausgeschieden | ausgeschieden | ausgeschieden | ausgeschieden | 69   |
| Männer         |               |         |         |               |               |               |               |      |
| Rony Bakale    | 50 m Freistil | 25,64 s | 3       | ausgeschieden | ausgeschieden | ausgeschieden | ausgeschieden | 43   |

### Tischtennis
| Athleten     | Wettbewerb | Vorrunde   | Vorrunde | 1. Runde      | 1. Runde      | 2. Runde      | 2. Runde      | 3. Runde      | 3. Runde      | 4. Runde      | 4. Runde      | Viertelfinale | Viertelfinale | Halbfinale    | Halbfinale    | Finale        | Finale        | Rang |
| Athleten     | Wettbewerb | Gegner     | Ergebnis | Gegner        | Ergebnis      | Gegner        | Ergebnis      | Gegner        | Ergebnis      | Gegner        | Ergebnis      | Gegner        | Ergebnis      | Gegner        | Ergebnis      | Gegner        | Ergebnis      | Rang |
| ------------ | ---------- | ---------- | -------- | ------------- | ------------- | ------------- | ------------- | ------------- | ------------- | ------------- | ------------- | ------------- | ------------- | ------------- | ------------- | ------------- | ------------- | ---- |
| Frauen       |            |            |          |               |               |               |               |               |               |               |               |               |               |               |               |               |               |      |
| Han Xing     | Einzel     | –          | –        | A. Prywalawa  | 2:4           | ausgeschieden | ausgeschieden | ausgeschieden | ausgeschieden | ausgeschieden | ausgeschieden | ausgeschieden | ausgeschieden | ausgeschieden | ausgeschieden | ausgeschieden | ausgeschieden | 49   |
| Männer       |            |            |          |               |               |               |               |               |               |               |               |               |               |               |               |               |               |      |
| Saheed Idowu | Einzel     | I. Alhasan | 2:4      | ausgeschieden | ausgeschieden | ausgeschieden | ausgeschieden | ausgeschieden | ausgeschieden | ausgeschieden | ausgeschieden | ausgeschieden | ausgeschieden | ausgeschieden | ausgeschieden | ausgeschieden | ausgeschieden | 65   |
| Suraju Saka  | Einzel     | –          | –        | S. Liu        | 0:4           | ausgeschieden | ausgeschieden | ausgeschieden | ausgeschieden | ausgeschieden | ausgeschieden | ausgeschieden | ausgeschieden | ausgeschieden | ausgeschieden | ausgeschieden | ausgeschieden | 49   |